# Хокинг (река)
Хо́кинг (англ. Hocking River) — река на юго-востоке штата Огайо, США. Правый приток реки Огайо. Составляет 164 км в длину; площадь бассейна — 3100 км².
Берёт начало вблизи тауншипа Блом, в округе Фэрфилд и течёт преимущественно в юго-восточном направлении, протекает через территорию округов Хокинг и Атенс и такие населённые пункт как Ланкастер, Логан, Атенс и Кулвилл. Впадает в Огайо в районе города Хокингпорт. Основные притоки включают: Федерал-Крик, Маргарит-Крик, Санди-Крик, Манди-Крик, Скотт-Крик, Олдтаун-Крик, Крир-Крик, Раш-Крик, Плизант-Ран и Болдвин-Ран.